# کمبره
شهر کمبره (به فرانسوی: Cambrai) در شهرستان نور (فرانسه) در ناحیه شمال کاله با جمعیت ۳۲٬۵۹۴ نفر در کشور فرانسه واقع شده‌است